# Sant Esteve de Madremanya
Sant Esteve de Madremanya és una església de Madremanya (Gironès) inclosa a l'Inventari del Patrimoni Arquitectònic de Catalunya. L'església de Sant Esteve sobresurt ostensiblement del centre de la població de Madremanya situada en un petit monticle.

## Descripció
L'edifici és de grans proporcions i té planta d'una única nau molt ampla i absis semicircular d'igual amplada. El tret més rellevant de la construcció ve donat per la seva una doble funció, religiosa i defensiva, que condiciona la seva fesomia, austera i sòbria, conservant alguns dels elements de fortificació.
La capçalera semicircular és la part més antiga i mostra les arcuacions llombardes. Les dues petites capelles laterals (altars dedicats a santa Maria i sant Miquel) són cobertes amb volta apuntada del segle xvi i buidades en el gruix del mur, que abasta els 2 m de gruix. La nau és coberta per una volta de canó reforçada per arcs formers adossats als murs laterals de 3 m de gruix. Als peus trobem un cor (1514), suportat per una volta de creueria, al qual s'hi accedeix per una escala de cargol, encastada al mur de ponent i que arriba fins al nivell de la coberta, avui sobrealçada i convertida en unes golfes.
Un cos afegit al segle xviii al costat esquerre de l'absis fa de sagristia. El campanar, amb decoració renaixentista, és de torre quadrada i coberta piramidal i data de mitjan segle xvi. Sobre l'absis s'alça una altra torre de guaita que conserva un forn per utilitzar en cas de setge.
La façana principal, orientada a O, té una senzilla portada d'arc apuntat defensada per un matacà. Existeix una aiguabeneitera, de pedra nummulítica o de Girona.

## Història
La construcció actual fou bastida sobre un temple anterior documentat el 1078. L'edifici és una obra tardana, probablement de la fi del segle xiii o ja del segle xiv.
Quant a la documentació històrica, consta que l'any 1300 el bisbe de Girona atorga el lluïsme, mitjançant el cobrament de 2000 sous i la reserva de domini directa, de la compra de la dècima de la parròquia realitzada per Jaume de Riera. Pels volts d'aquesta data s'inicia la capçalera d'estil romànic tardà. Les dues capelles, malgrat ser de la mateixa centúria, ja presenten arcs apuntats.
El 1400 Martí I l'Humà recomana a la Germandat de Sant Miquel erigir un altar dedicat al sant. En la visita pastoral del 1402 consta que cal continuar les obres que havien quedat interrompudes. Al segle xvi es cobreix la volta, es fa el cor (1512) i s'aixeca el campanar. Al segle xviii es va fer un retaule de fusta tallada que representava sant Miquel pesant les ànimes, que sortien del purgatori, amb unes balances. La darrera intervenció té lloc el 1871 en afegir un cos amb funció de sagristia.
L'any 1936 fou objecte del saqueig i la crema de les diverses imatges i retaules barrocs que l'ornaven. Recentment s'ha restaurat la teulada.